# 一軍
一軍（いちぐん）とは、プロ野球などのスポーツについて使われる言葉であり、チーム内で各ポジションの最も有力な選手によって組み合わされた組織。トップチーム（英: Top Team）とも呼ばれる。
アマチュアスポーツにおける「レギュラー」。

## 日本のプロ野球界
日本野球機構（NPB）管轄のプロ野球で公式戦（セ・パ交流戦も含む）に出場できる選手は、支配下選手登録の選手の中で出場選手登録された選手に限られ、出場選手登録されている選手たちが、セントラル・リーグおよびパシフィック・リーグの各球団においては一軍の選手と位置づけられる。
それ以外の選手は、二軍（ファーム）と位置づけられる。二軍にはファーム公式戦があるが、出場選手登録された（一軍）選手が、実戦経験を積むためなどで出場することもある。